# Marcin Niziurski
Marcin Niziurski (ur. w 1950 w Warszawie) – artysta malarz, pisarz, publicysta, ilustrator, wydawca książek, animator życia kulturalnego, w tym plenerów, wystaw i wydarzeń interdyscyplinarnych.

## Życiorys
Syn Edmunda i Zofii Barbary z Kowalskich, bratanek Mirosława, pochodzi z rodziny artystycznej. Uczęszczał do SP na Mokotowie i do XXVIII Liceum Ogólnokształcącego im. Jana Kochanowskiego w Warszawie. Studiował handel zagraniczny na SGPiS w Warszawie, następnie w Wyższej Szkole Nauczycielskiej na Wydziale Matematyczno-Fizycznym. W 1977 roku ukończył studia w Akademii Sztuk Pięknych w Warszawie, pracę dyplomową w zakresie grafiki artystycznej wykonał w pracowni technik metalowych prof. Andrzeja Rudzińskiego.
Twórczość Marcina Niziurskiego w prozie, poezji, malarstwie i grafice łączy świat magiczny z prawdopodobnym. Artysta sporadycznie zajmuje się także krytyką artystyczną oraz publicystyką turystyczno-krajoznawczą, jednak preferuje prozę beletrystyczną. Uważa, że przypadki ludzi pozbawionych jakiegokolwiek talentu są niezwykle rzadkie. Pisarzem niszowym stał się niejako świadomie.
Recenzje jego prac pisywali, m.in. o „Wszechświecie” Marek Arpad Kowalski w piśmie konserwatywno-liberalnym „Najwyższy Czas!” (2004, nr 42, s. XLIII), Sabina Niedzielska – Fantazje karpackie w prozie Marcina Niziurskiego w pracy licencjackiej pod kierunkiem dr Jolanty Mazur-Fedak (Instytut Slawistyki – Zakład Języka Polskiego Państwowej Wyższej Szkoły Zawodowej im. Jana Grodka w Sanoku, Sanok 2008) oraz Wolfgang Drost: Marcin Niziurski – malarz abstrakcyjnej fantastyki w publikacji Ja.
Jest autorem ponad stu dwudziestu wystaw indywidualnych w Polsce i za granicą, a także pomysłodawcą oraz organizatorem wielu wystaw zbiorowych, dwudziestu trzech plenerów oraz kilkunastu artystycznych wydarzeń interdyscyplinarnych. Jego obrazy olejne, akrylowe, rysunki piórkiem, inspirowane dziełami dawnych mistrzów grafiki, kompozycje przestrzenne znajdują się w kolekcjach prywatnych i muzeach w Polsce oraz licznych krajach europejskich, w Australii, Japonii, Egipcie, Republice Południowej Afryki, Argentynie, Kanadzie, Stanach Zjednoczonych.
Jest członkiem Związku Literatów Polskich. Do 1992 był członkiem ZPAP. Należy do międzynarodowej grupy artystycznej „Lege Artis”.

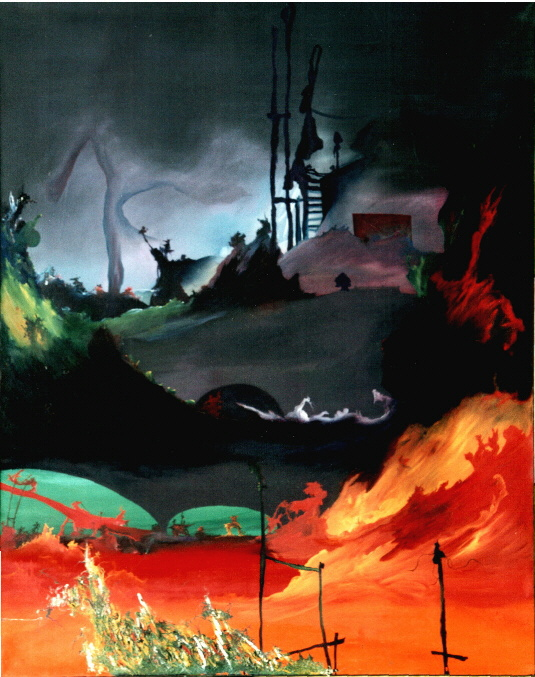
BT 1108, 1995 rok, płótno, olej, 150x120 cm

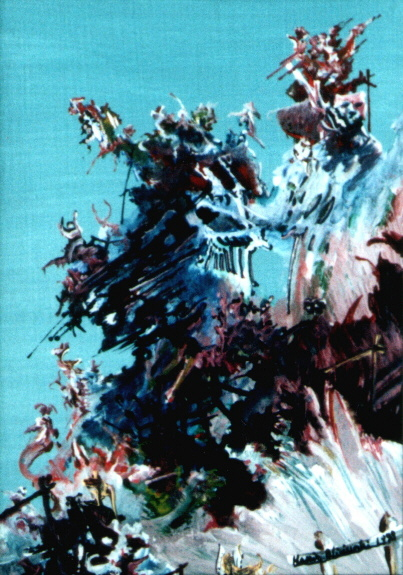
BT 1132, 1998 rok, płótno, olej, 14,8x10,5 cm

Mieszka w Izabelinie, w Kampinoskim Parku Narodowym, z żoną Barbarą, prawniczką, mają córkę Martynę (po filologii klasycznej) i wnuczkę Hanię.

## Publikacje indywidualne

### Proza
- Pierwszą książką była praca magisterska pt. Nosowatość, opracowana w każdym szczególe i wydrukowana przez autora (cykl akwafort, akwatint oraz tytułowe opowiadanie), jeden z egzemplarzy został zakupiony przez Bibliotekę Narodową[1].
- Przewrotność: praca dyplomowa Marcina Niziurskiego zawierająca 12 grafik i wstęp, Akademia Sztuk Pięknych, Warszawa 1977, OCLC: (OCoLC)909166476
- Ja (zbiór krótkich form prozatorskich towarzyszący wystawom malarskim jako swoisty komentarz autorski do obrazów), Tom zawiera również esej prof. Wolfganga Drosta: Marcin Niziurski – malarz abstrakcyjnej fantastyki, Oficyna Wydawnicza „Rewasz”, Pruszków 1994, ISBN 83-85557-13-X.
- Wszechświat (powieść satyryczna o konieczności posiadania marzeń), Wydawnictwo „Nowy Świat”, Warszawa 2004, ISBN 83-7386-083-5.
- Wszechświat – dziennik współpracy, „Nowy Świat”, Warszawa 2004, ISBN 83-7386-083-5[4]
- Dobry Kamień, Lasy przydomowe (krótkie formy prozą), Sowa, Warszawa 2007, ISBN 978-83-60660-21-8.
- Kolbuszowa (opowieści o tematyce podkarpackiej), Sowa, Warszawa 2007, ISBN 978-83-60660-21-8.
- Przedświaty (powieść o alienacji jednostki i potrzebie wolności), Sowa, Warszawa 2008, ISBN 978-83-60660-25-6.

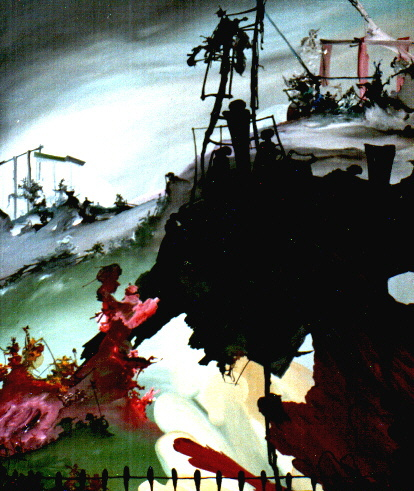
BT 1115, 2005 rok, płótno, akryl, olej, 61x50 cm

- Przedświaty (wydanie II uzupełnione), Sowa, Warszawa 2008, ISBN 978-83-60660-25-6.
- Przedświaty, Wydawnictwo Nowy Świat, Warszawa 2014, ISBN 978-83-7386-546-4.BT 1115, 2005 rok, płótno, akryl, olej, 61x50 cm
- Przedświaty (wydanie II uzupełnione), Wydawnictwo „Nowy Świat”, Warszawa 2014, ISBN 978-83-7386-546-4.
- Varia, czyli poduszkowy przegląd pojęć (zbiór utworów rozproszonych), Izabelin 2008, ISBN 978-83-927222-0-5.
- Złoto Wysowej. Dobry kamień (zbiory krótkich form), Izabelin 2008, ISBN 978-83-927222-1-2.
- Rok przestępny (książka dokumentująca dzień po dniu rok autora – 2008), Warszawa 2008, ISBN 978-83-927222-2-9.
- Rok przestępny, Autorskie Galerie Sztuki, Izabelin, 2010, ISBN 978-83-927222-3-6.
- Wysowskie (opowieści o Beskidzie Niskim), Osława, Izabelin 2010, ISBN 978-83-927222-6-7.
- Karpackie (opowieści o tematyce karpackiej), AGS, Izabelin 2010, ISBN 978-83-927222-7-4.
- Karpackie, Wydawnictwo „Nowy Świat”, Warszawa 2014, ISBN 978-83-7386-547-1.
- Rok przystępny (zbiór krótkich form), Wydawnictwo „Nowy Świat”, Warszawa 2010, ISBN 978-83-927222-3-6.
- Kółko graniaste (zbiór krótkich form), Wydawnictwo „Nowy Świat”, Warszawa 2014, ISBN 978-83-7386-548-8.A065B

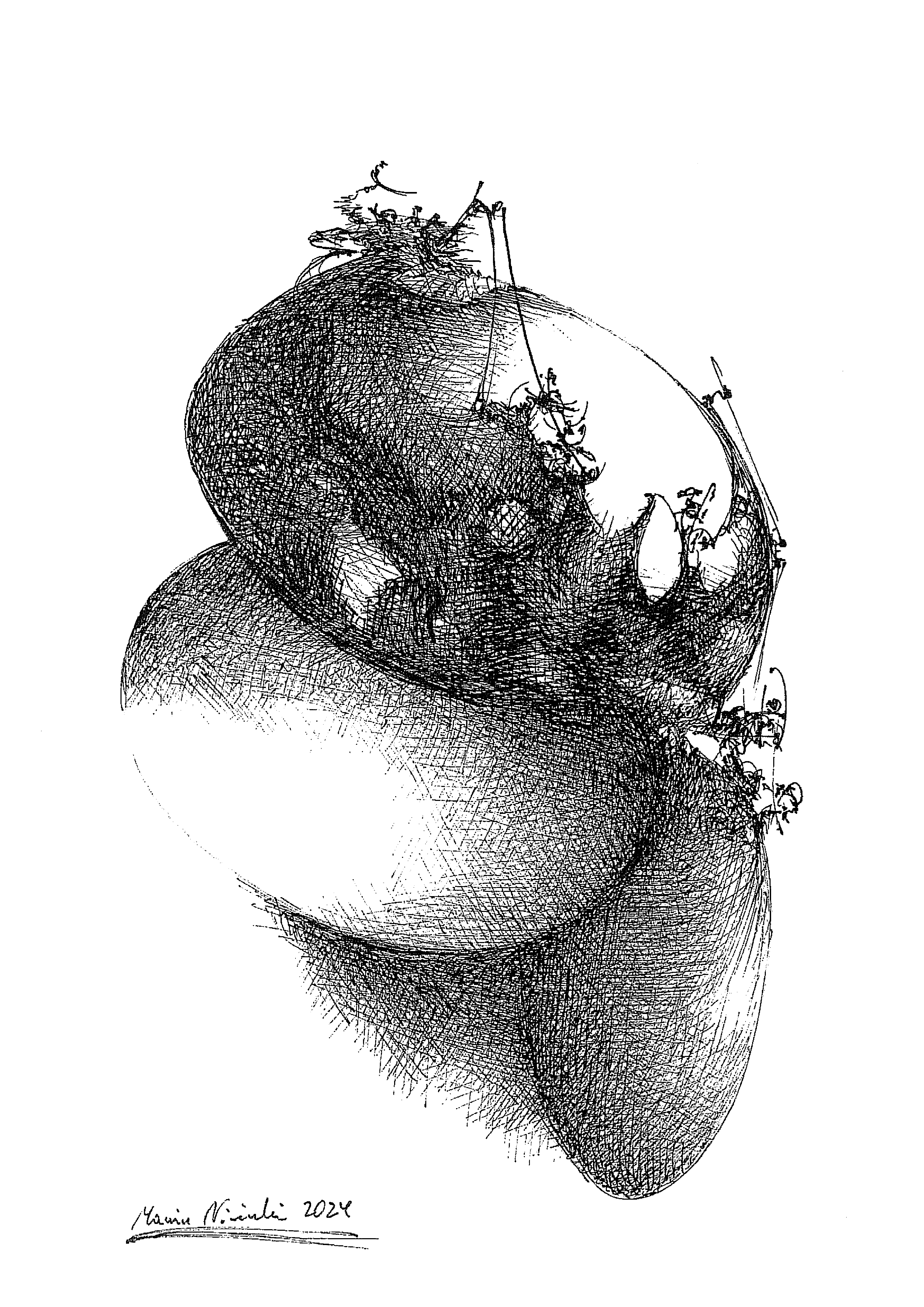
A065B

Źródło: Biblioteka Narodowa.

### Poezja
- W nawiasie (książka wierszy), Sowa, Warszawa 2007, ISBN 978-83-60660-22-5.
- Stany lotne (książka wierszy), Sowa, Warszawa 2008, ISBN 978-83-60660-24-9.
- Świecochwile (książka wierszy), Wydawnictwo „Nowy Świat”, Warszawa 2014, ISBN 978-83-7386-549-5.
- Cochwile (książka wierszy), Autorskie Galerie Sztuki, Izabelin 2016, ISBN 978-83-927222-4-3.
- Haiku i… (haiku wszystkie; 2020), Izabelin 2020, ISBN 978-83-953181-5-3, Autorskie Galerie Sztuki, Izabelin 2020 ISBN 978-83-953181-6-0.

Wiersze oraz drobne formy prozatorskie były publikowane w katalogach wystaw i czasopismach, np. w „Nadwisłoczu” (Nie myśl, nie pytaj; Strach skowronka), „ITD”, „Sztuce”, „Relacjach” (Sztokholm).

## Publikacje w antologiach lub z innym autorem
- W stronę haiku – antologia, Autorskie Galerie Sztuki, Izabelin 2016, ISBN 978-83-927222-5-0.
- W stronę haiku 2– antologia, AGS, Izabelin 2017, wydanie I, ISBN 978-83-945212-4-0, kolejne wydania: ISBN 978-83-945212-4-0, ISBN 978-83-945212-4-0.
- Klucze haiku – zbiór haiku z Anetą Gawriłow, il. Aneta Gawriłow, AGS, Izabelin 2017, ISBN 978-83-945212-5-7.
- W latach 2017–2019 ukazał się (wydania bibliofilskie; egzemplarze numerowane i sygnowane) siedmioksiąg Świnek – ilustrowana rysunkami Anety Gawriłow oraz haiku, proza autora i Anety Gawriłow:

1. Świnka co się zowie: chów trzody chlewnej w Polsce w latach 1930–2016 (wybrane aspekty), s. 110 (II wydanie poprawione, s. 114), AGS, Izabelin 2017, ISBN 978-83-945212-6-4.
2. Świnka jak się patrzy. Chów trzody chlewnej na Pomorzu Zachodnim w miesiącach letnich 1980 roku, AGS, Izabelin 2018, ISBN 978-83-945212-7-1.
3. Świnka na schwał. Parerga – z dziejów trzody chlewnej na Pomorzu Zachodnim w miesiącach letnich 1980 roku i później, AGS, Izabelin 2018, ISBN 978-83-945212-8-8.
4. Świnka po same uszy, AGS, Izabelin 2019, ISBN 978-83-945212-9-5; ze wstępem Ingi Grześczak – Wstęp bardzo uczony, czyli świnka nieoczywista Sus Minervamdocet – świnia poucza Minerwę, AGS, Izabelin 2019, ISBN 978-83-945212-9-5.
5. Krzynka świnek, s. 418 (II wydanie uzupełnione, s. 420), wydanie autorskie, AGS, Izabelin 2019, ISBN 978-83-953181-0-8; AGS, Izabelin 2019, ISBN 978-83-953181-0-8.
6. Alfabet świnek, s. 186, wydanie autorskie, AGS, Izabelin 2020, ISBN 978-83-953181-2-2; AGS, Izabelin 2020 (oprawa miękka) ISBN 978-83-953181-2-2.
7. Album świnek, s. 530, AGS, Izabelin 2020, ISBN 978-83-953181-7-7.

- Tatry w kamieniu (subiektywny przewodnik turystyczno-geologiczny, ułożony we współpracy z Markiem Żbikiem), AGS, Izabelin, Brisbane 2023, ISBN 978-83-953181-8-4; AGS, Brisbane, Izabelin 2023, ISBN 978-83-953181-8-4.

Źródło: Biblioteka Narodowa.

## Malarstwo, grafiki, rysunki, katalogi i foldery wystaw, ilustracje (oprócz własnych książek)
- [Sen o potędze], akwatinta, akwaforta, Magazyn Ikonografii BN, Warszawa 1976, OCLC: (OCoLC)996452216.
- [Przymuszenie z cyklu Obsesje nocą], akwatinta, akwaforta, Magazyn Ikonografii BN, Warszawa 1978, OCLC: (OCoLC)996452530.
- Marcin Niziurski – malarstwo, rysunek: 15 listopada – 15 grudnia 1977 r. Muzeum Narodowe w Kielcach, pl. Partyzantów 3-5. (druk ulotny), Muzeum Narodowe, Kielce 1977, OCLC: (OCoLC)1036451704.
- [Kompozycja fantastyczna], tytuł nadany przez katalogującego, rysunek (tusz-piórko), Magazyn Ikonografii BN, Warszawa 1978, OCLC: (OCoLC)1036427497 (12 rysunków z lat 1978–1980), ostatni z 18.01.1980, OCLC: (OCoLC)1036466886.
- Marcin Niziurski: malarstwo: Galeria Sztuki Współczesnej, Oleśnica, sierpień 1979 / Klub Międzynarodowej Prasy i Książki, Oleśnica ; Biuro Wystaw Arstystycznych, Wrocław 1979, OCLC: (OCoLC)1036405305.
- [Pożegnanie Brzanki wtóre], tytuł nadany przez katalogującego, rysunek (tusz-piórko), Magazyn Ikonografii BN, Warszawa1983 (OCoLC)1036481906.
- [Sprzedam wszystkie śliwki świata], tytuł nadany przez katalogującego, rysunek (tusz-piórko), Magazyn Ikonografii BN, Warszawa1983, OCLC: (OCoLC)1036462754.
- Wystawa malarstwa Marcina Niziurskiego, Biuro Wystaw Artystycznych, Koszalin 1986 (druk ulotny) – w katalogu BN.
- Malarstwo, Biuro Wystaw Artystycznych, Wrocław 1987 – w katalogu BN.
- Krzysztof Zanussi, Między jarmarkiem a salonem, Skorpion, Warszawa 1999, ISBN 83-86466-25-1.
- Zofia Beszczyńska, Miejsca magiczne, Wydawnictwo Nowy Świat, Warszawa 2003, ISBN 83-7386-011-8.
- Stanisław Nowak, Kobieta otwarta (Il), „Nowy Świat”, Warszawa 2004, ISBN 83-7386-112-2; (grafika) „Nowy Świat”, Warszawa 2004, ISBN 83-7386-112-2.
- W rytmie słowa – almanach Grupy Literackiej „Słowo”, Towarzystwo Miłośników Ziemi Mieleckiej im. Władysława Szafera, Mielec 2009, ISBN 978-83-925751-9-1.
- Zbigniew Michalski, Na pięciolinii życia – (grafika), Towarzystwo Miłośników Ziemi Mieleckiej im. Władysława Szafera, Mielec 2009, ISBN 978-83-929629-4-6.
- Zbigniew Michalski, Jeszcze, Towarzystwo Miłośników Ziemi Mieleckiej im. Władysława Szafera, Mielec 2009, ISBN 978-83-929629-4-6.
- Magdalena Korzeń, Węglem malowane, Towarzystwo Miłośników Ziemi Mieleckiej im. Władysława Szafera, Mielec 2009 ISBN 978-83-929668-0-7.
- poszczególne numery czasopism „Sprawy Nauki” czy „Relacje”, Sztokholm[1]
- liczne okładki książek autorów polskich, np. Między rzeką a lasem – wiersze Marty Jurkowskiej, Autorskie Galerie Sztuki, Izabelin 2016, ISBN 978-83-927222-9-8[1].

Źródło: Biblioteka Narodowa.

## Działalność wydawnicza
Marcin Niziurski prowadzi wydawnictwo „Autorskie Galerie Sztuki”. Wydane w nim zostały m.in. pozycje:
- Bogusław Olczak, Obrastam dniami, Autorskie Galerie Sztuki, Izabelin 2016, ISBN 978-83-945212-2-6.
- Marta Jurkowska, Między rzeką a lasem – wiersze, Autorskie Galerie Sztuki – Marcin Niziurski, Izabelin 2016, ISBN 978-83-927222-9-8.
- W stronę haiku – antologia, Autorskie Galerie Sztuki, Izabelin 2016, ISBN 978-83-927222-5-0.
- Pamięć niepamięć – antologia wierszy, il. Piotr Ornoch, Marcin Niziurski; Autorskie Galerie Sztuki, Izabelin 2016, ISBN 978-83-927222-8-1.
- Po obu stronach – antologia wierszy dotyczących duchowości twórcy, il. Piotr Ornoch, AGS, Izabelin 2016, ISBN 978-83-945212-0-2; AGS 2016, ISBN 978-83-945212-0-2.
- Lepiej gdybać – antologia limeryków, lepiejów i innych żartobliwych form, AGS, Izabelin 2016, ISBN 978-83-945212-0-2.
- Ciemnorzeki – antologia ekfraz, AGS, Izabelin 2016, ISBN 978-83-945212-0-2.
- W stronę haiku 2 – antologia 2017, wydanie I, ISBN 978-83-945212-4-0, kolejne wydania: ISBN 978-83-945212-4-0, ISBN 978-83-945212-4-0.
- Klucze haiku – zbiór haiku autora i Anety Gawriłow, il. Aneta Gawriłow, AGS, Izabelin 2017, ISBN 978839452125.
- Agata Litwin, Przestrzeń heretyków, AGS, Izabelin 2019, ISBN 978-83-953181-3-9.
- Agata Litwin, Na gałązce jaśminu: haiku; inny tytuł:.W Dolinie Sanu: haiku, AGS, Izabelin C 2019, ISBN 978-83-953181-6-0.
- Konrad Okulicz-Kozaryn, Czasem gdzieś, AGS, Izabelin 2019 ISBN 978-83-953181-1-5.
- Aneta Gawriłow, Haiku [ilustracje i okładka: copyright Aneta Gawriłow], AGS, Izabelin 2020, ISBN 978-83-953181-4-6.